# Rob Blake
Robert Bowlby Blake (Simcoe, 10 dicembre 1969) è un dirigente sportivo ed ex hockeista su ghiaccio canadese che ha giocato come difensore nella National Hockey League.
Fu scelto nel 1988 dai Los Angeles Kings, franchigia con cui giunse nel 1993 alle finali della Stanley Cup, vincendo inoltre il James Norris Memorial Trophy e ricoprendo per cinque anni il ruolo di capitano. Nel 2001 Blake passò ai Colorado Avalanche conquistando nello stesso anno il titolo. Dopo due stagioni trascorse di nuovo a Los Angeles Blake nel 2008 si accordò con i San Jose Sharks, ritirandosi da capitano al termine della stagione 2009-10. Dal 2013 è entrato come manager nell'organizzazione dei Los Angeles Kings.
Con la maglia del Canada Blake ha vinto un mondiale e ha disputato tre Olimpiadi consecutive fra il 1998 ed il 2006, vincendo la medaglia d'oro a Salt Lake City 2002 ed entrando nel Triple Gold Club.

## Carriera

### Club
Blake fu scelto in 70ª posizione assoluta nell'NHL Entry Draft 1988 dai Los Angeles Kings. Al momento della chiamata nel Draft aveva concluso la stagione da freshman presso la Bowling Green State University vincendo il titolo nella CCHA; vi rimase fino al 1990 conquistando alcuni premi individuali e totalizzando 104 punti in 131 partite disputate. Al termine dell'ultimo campionato con i Bowling Green Falcons Blake fu chiamato dai Kings per disputare la parte finale della stagione 1989-90, mentre l'anno successivo da rookie grazie ai 46 punti raccolti fu inserito nell'NHL All-Rookie Team.
Nella sua terza stagione con i Kings Blake ottenne 59 punti, arrivando inoltre alle finali della Stanley Cup dove furono superati in cinque partite dai Montreal Canadiens. Nella stagione 1993-94, Blake migliorò ancora arrivando al massimo in carriera di 48 assist e 68 punti, tuttavia i Kings fallirono la qualificazione ai playoff.
Nel corso della stagione successiva Blake poté disputare solo sei incontri a causa di un grave infortunio, mentre nella primavera del 1996 l'allora capitano dei Kings Wayne Gretzky fu ceduto ai St. Louis Blues, lasciando così vacante il ruolo. Blake fu scelto come undicesimo capitano nella storia della franchigia, ricoprendo tale incarico dal 1996 al 2001. Nella stagione 1997-98 Blake conquistò il James Norris Memorial Trophy come miglior difensore della NHL.
Al termine della stagione 2000-01 Blake sarebbe divenuto un unrestricted free agent, perciò i Kings scelsero di scambiarlo il 21 febbraio 2001 cedendolo insieme a Steven Reinprecht ai Colorado Avalanche in cambio di Adam Deadmarsh, Aaron Miller, Jared Aulin e una scelta al primo giro del Draft 2001.

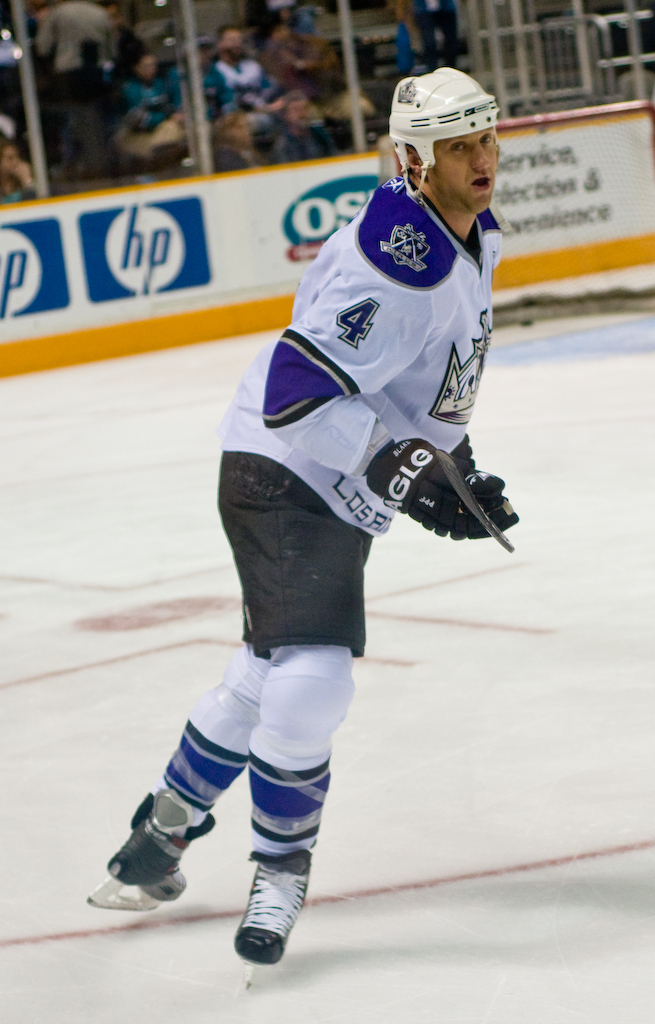
Blake con la maglia dei Kings.

Dopo 11 stagioni trascorse a Los Angeles Blake si aggiunse al roster di Colorado, risultando subito decisivo per la conquista della prima e unica Stanley Cup in carriera. Nelle ultime 13 gare di stagione regolare fu autore di 10 punti, mentre nei playoff aggiunse 19 punti in 23 partite disputate. Blake nell'estate prolungò il proprio contratto con gli Avalanche, toccando il massimo con la squadra di Denver grazie a 56 punti raccolti nella stagione 2001-02.
Dopo quattro stagioni trascorse nel Colorado gli Avalanche scelsero di non esercitare l'opzione valida per la stagione 2006-07, rendendolo così un free agent. Blake scelse così di ritornare nella sua prima squadra, i Kings, accettando il 1º luglio 2006 un contratto biennale dal valore di 6 milioni di dollari.
Reduce dall'ultima stagione con gli Avalanche, durante la quale totalizzò 51 punti, l'efficacia di Blake scese con il suo ritorno a Los Angeles. Nella stagione 2006-07 fece infatti 34 punti, il minimo dalla stagione 1996-97. Nonostante ciò prima dell'avvio della stagione 2007-08 Blake fu scelto come capitano della squadra, dopo che Mattias Norström fu ceduto ai Dallas Stars.
Concluso il contratto biennale, con 65 punti in 134 partite disputate, Blake tornato nuovamente free agent firmò il 3 luglio 2008 per una stagione con i rivali della Pacific Division dei San Jose Sharks.
Blake alla fine della stagione raccolse 10 reti e 35 assist, meritando il prolungamento per la stagione 2009-10. Nel corso della stagione Blake successe a Patrick Marleau come nuovo capitano degli Sharks. Nell'estate del 2010 annunciò il proprio ritiro dall'attività agonistica.
Il 18 luglio 2013 Rob Blake entrò a far parte della dirigenza della franchigia dei Kings sostituendo Ron Hextall come assistente general manager della squadra californiana; in aggiunta fu nominato nuovo GM dei Manchester Monarchs, squadra affiliata in American Hockey League. Nel 2014 fu scelto per entrare nella Hockey Hall of Fame. Nel gennaio del 2015 la sua maglia numero 4 fu ritirata ufficialmente dai Los Angeles Kings.

### Nazionale
Rob Blake esordì con la nazionale maggiore del Canada in occasione del mondiale 1991 con due presenze e due assist, mentre nell'edizione del 1994 svoltasi in Italia conquistò la medaglia d'oro.
Dopo aver vinto la medaglia d'argento alla World Cup of Hockey 1996 Blake fece il proprio esordio ai giochi olimpici invernali di Nagano 1998. Quattro anni più tardi, nel febbraio 2002, vinse il suo primo oro olimpico ai giochi di Salt Lake City 2002. Nello stesso giorno insieme a Joe Sakic e Brendan Shanahan entrò a far parte del Triple Gold Club. Blake fu convocato per la terza olimpiade consecutiva anche ai giochi di Torino 2006, senza riuscire tuttavia a conquistare una medaglia.
In totale Blake vanta quattro apparizioni al campionato mondiale, tre nei tornei olimpici e una World Cup of Hockey, per un totale di 58 incontri disputati con 7 reti e 16 assist.

## Palmarès

### Club
- Stanley Cup: 1

Colorado: 2000-2001
- NCAA CCHA: 1

Bowling Green: 1987-1988

### Nazionale
- Giochi olimpici: 1

Salt Lake City 2002
- Campionato mondiale di hockey su ghiaccio: 2

Italia 1994, Finlandia 1997

### Individuale
- Triple Gold Club: 1

24 febbraio 2002
- James Norris Memorial Trophy: 1

1997-1998
- NHL First All-Star Team: 1

1997-1998
- NHL Second All-Star Team: 3

1999-2000, 2000-2001, 2001-2002
- NHL All-Rookie Team: 1

1990-1991
- NHL All-Star Game: 6

1994, 1999, 2000, 2001, 2002, 2003
- Campionato mondiale di hockey su ghiaccio All-Star Team: 1

Finlandia 1997
- Miglior difensore del Campionato mondiale di hockey su ghiaccio: 1

Finlandia 1997
- NCAA CCHA First All-Star Team: 1

1989-1990
- NCAA CCHA Second All-Star Team: 1

1988-1989